# O Biduedo
O Biduedo en galicien (nom officiel), Biduedo ou encore Viduedo en castillan, est une localité de la paroisse de Santo Isidro de Lamas do Biduedo (gl), dans la commune galicienne (concello) de Triacastela, comarque de Sarria, province de Lugo, communauté autonome de Galice, au nord-ouest de l'Espagne.
Cette localité est une halte sur le Camino francés du Pèlerinage de Saint-Jacques-de-Compostelle.

## Patrimoine et culture

### Pèlerinage de Compostelle
Par le Camino francés du Pèlerinage de Saint-Jacques-de-Compostelle, le chemin vient de Fonfría do Camiño (ou Fonfría), dans le concello de Pedrafita do Cebreiro.
La prochaine localité traversée est Filloval, dans le concello de Triacastela.